# جيرو ميسنبوك
جيرو أندريس ميسنبوك (بالإنجليزية: Gero Andreas Miesenböck)‏ (من مواليد 1965) الحاصل على زمالة الجمعية الملكية هو أستاذ علم وظائف الأعضاء ومدير مركز الدوائر والسلوك العصبي في جامعة أكسفورد (جامعة أوكسفورد) وزميل كلية ماغدالين، أكسفورد.

## النشأة وتعليمه
حصل ميسنبوك على تعليمه في جامعة إنسبروك وجامعة أوميو في السويد، وتخرج من  كلية الطب بالجامعة الفرعية في جامعة إنسبروك.، قام مسنبوك بعد دراسته الطب عام 1993 بتدريب ما بعد الدكتوراه تحت إضراف الدكتور جيمس روثمان.

## البحث والحياة المهنية
يعرف ميسنبوك كمؤسس علم البصريات الوراثي   حيث أجرى أول تعديل على الخلايا العصبية وراثيًا بحيث يمكن التحكم في نشاطها الكهربائي مع الضوء. ينطوي هذا على إدخال الحمض النووي لبروتينات أوبسين المستجيبة للضوء في الخلايا. استخدم ميسنبوك تعديلات وراثية مماثلة لتكاثر الحيوانات التي تحتوي أدمغتها على خلايا عصبية تستجيب للضوء في دوائرها، وكان أول من أثبت أن سلوك هذه الحيوانات يمكن التحكم فيه عن بعد.
تم اعتماد مبدأ التحكم البصري المنشأ من قِبَل ميسنبوك على نطاق واسع، وعمم على النظم البيولوجية الأخرى، مع تحسنه من الناحية الفنية.  لا يزال معظم عمل ميسنبوك يعتمد على ذبابة الفاكهة الشائعة، حيث مكنته تلك الحشرة من الحصول على نظرة مفصلة على الآليات الجزيئية والخلوية، والفسيولوجية لوظيفة الدماغ التي قد تتعلق بصحة الإنسان.
عمل ميسنبوك قبل تعيينه في جامعة وينفليت في عام 2007 كعضو هيئة التدريس في مركز ميموريال سلون كيترينج للسرطان وجامعة ييل.

## الجوائز والتكريم
حصل ميسنبوك في عام 2012 على جائزة إنبيف-بيليت لاتور الدولية للصحة ل «النهج الرائدة في علم البصريات الوراثي للتعامل مع النشاط العصبي والسيطرة على سلوك الحيوان». وفي عام 2013، حصل على جائزة الدماغ الذهبي بالمشاركة مع إرنست بامبرغ، وإدوارد بويدن، وكارل ديسيروث، وبيتر هيجمان وجورج ناجيل، وجائزة جاكوب هسكيل غاباي في التكنولوجيا الحيوية والطب مع إدوارد بويدن وكارل ديسيروث. انتخب ميسنبوك زميلًا للجمعية الملكية في عام 2015. تنص شهادة انتخابه على ما يلي:
«يعتبر جيرو ميسنبويك رائدًا في علم البصريات الوراثي. أسس ميسنبوك علم البصريات الوراثي عام 2002، وذلك باستخدام جين رودوبسين لتفعيل الخلايا العصبية الحساسة للضوء. وكان أول من استخدم علم البصريات الوراثي للسيطرة على السلوك. وقد وفرت هذه التجارب المنوية منصة للانفجار في تطبيقات علم البصريات الوراثي. وتشهد الأوسمة الأخيرة على أهمية هذه النتائج. وقد استغل ميسينبوك علم الوراثة الباطني في سلسلة من التجارب الرائعة التي توضح التشابك العصبي والأساس العصبي للمكافأة وآليات النوم التوازن والسيطرة على مثنوية الشكل الجنسية. وقد أظهرت هذه المساهمات الحاسمة في علم الأعصاب الإمكانات الكاملة لعلم البصريات الوراثي خارج مرحلة إثبات المبدأ»
حصل ميسنبوك في عام 2015 على جائزة هاينريش فيلاند «لمفهومه انجاز علم البصريات الوراثي وإثبات المبدأ»، كما حصل على وسام ويلهلم إكسنر في عام 2016، كما حصل ميسنبوك في عام 2020 على جائزة شو نظير اسهاماته إلى جانب بيتر هيغمان وجورج ناغل في تطوير علم البصريات الوراثي. 
تم انتخاب ميسنبوك عضوًا في المنظمة الأوروبية للأحياء الجزيئية في عام 2008، وعضوًا في أكاديمية العلوم الطبية، المملكة المتحدة في عام 2012، [1] والأكاديمية النمساوية للعلوم في عام 2014، والأكاديمية الألمانية للعلوم ليوبولدينا في عام 2016.